# Вараксино (Московская область)
Вараксино — деревня в Рузском районе Московской области, входит в состав сельского поселения Ивановское. На 2006 год постоянного населения в деревне не было. До 2006 года Вараксино входило в состав Сумароковского сельского округа.
Деревня расположена на западе района, примерно в 16 километрах к западу от Рузы, на границе с Можайским районом, на правом берегу речки Волченка (приток реки Пожни), высота центра над уровнем моря 194 м. Ближайшие населённые пункты в 2 километрах — Васюково на юго-восток и Маклаково — на юг, обе Можайского района.